# Torrey Craig
Torrey Craig (Columbia, 19 dicembre 1990) è un cestista statunitense, professionista in NBA con i Boston Celtics.

## Statistiche

### NCAA
| Anno      | Squadra      | PG  | PT  | MP   | TC%  | 3P%  | TL%  | RP  | AP  | PRP | SP  | PP   |
| --------- | ------------ | --- | --- | ---- | ---- | ---- | ---- | --- | --- | --- | --- | ---- |
| 2010-2011 | USC Spartans | 30  | 25  | 30,5 | 38,0 | 31,8 | 67,9 | 7,2 | 1,5 | 1,0 | 0,4 | 14,4 |
| 2011-2012 | USC Spartans | 34  | 33  | 29,7 | 43,5 | 34,9 | 68,2 | 7,7 | 1,5 | 1,3 | 1,1 | 16,4 |
| 2012-2013 | USC Spartans | 33  | 32  | 31,0 | 42,7 | 36,4 | 71,5 | 6,9 | 1,9 | 1,0 | 0,8 | 17,2 |
| 2013-2014 | USC Spartans | 34  | 34  | 32,7 | 40,8 | 29,2 | 61,6 | 7,0 | 2,3 | 0,9 | 0,8 | 16,7 |
| Carriera  | Carriera     | 131 | 124 | 31,0 | 41,3 | 33,0 | 67,1 | 7,2 | 1,8 | 1,1 | 0,8 | 16,2 |

#### Massimi in carriera
- Massimo di punti: 31 (2 volte)[1]
- Massimo di rimbalzi: 15 (2 volte)
- Massimo di assist: 7 vs Stetson (8 gennaio 2011)
- Massimo di palle rubate: 5 vs Kent State (15 marzo 2012)
- Massimo di stoppate: 3 (6 volte)
- Massimo di minuti giocati: 42 (2 volte)

### NBA

#### Regular Season
| Anno      | Squadra         | PG  | PT  | MP   | TC%  | 3P%  | TL%  | RP  | AP  | PRP | SP  | PP  |
| --------- | --------------- | --- | --- | ---- | ---- | ---- | ---- | --- | --- | --- | --- | --- |
| 2017-2018 | Denver Nuggets  | 39  | 5   | 16,1 | 45,3 | 29,3 | 62,9 | 3,3 | 0,6 | 0,3 | 0,4 | 4,2 |
| 2018-2019 | Denver Nuggets  | 75  | 37  | 20,0 | 44,2 | 32,4 | 70,0 | 3,5 | 1,0 | 0,5 | 0,6 | 5,7 |
| 2019-2020 | Denver Nuggets  | 58  | 27  | 18,5 | 46,1 | 32,6 | 61,1 | 3,3 | 0,8 | 0,4 | 0,6 | 5,4 |
| 2020-2021 | Milwaukee Bucks | 18  | 0   | 11,2 | 39,1 | 36,4 | 50,0 | 2,4 | 0,9 | 0,5 | 0,4 | 2,5 |
| 2020-2021 | Phoenix Suns    | 32  | 8   | 18,8 | 50,3 | 36,9 | 80,0 | 4,8 | 1,0 | 0,6 | 0,6 | 7,2 |
| 2021-2022 | Indiana Pacers  | 51  | 14  | 20,3 | 45,6 | 33,3 | 77,1 | 3,8 | 1,1 | 0,5 | 0,4 | 6,5 |
| 2021-2022 | Phoenix Suns    | 27  | 2   | 20,8 | 45,0 | 32,3 | 70,6 | 4,3 | 1,2 | 0,8 | 0,6 | 6,9 |
| 2022-2023 | Phoenix Suns    | 79  | 60  | 24,7 | 45,6 | 39,5 | 71,1 | 5,4 | 1,5 | 0,6 | 0,8 | 7,4 |
| 2023-2024 | Chicago Bulls   | 53  | 14  | 19,8 | 43,0 | 39,2 | 75,0 | 4,1 | 1,1 | 0,6 | 0,4 | 5,7 |
| 2024-2025 | Chicago Bulls   | 9   | 1   | 12,6 | 48,9 | 42,9 | 75,0 | 2,8 | 0,6 | 0,2 | 0,1 | 6,9 |
| 2024-2025 | Boston Celtics  | 17  | 3   | 11,8 | 35,6 | 29,0 | 62,5 | 2,8 | 0,7 | 0,4 | 0,6 | 2,7 |
| Carriera  | Carriera        | 458 | 171 | 19,5 | 45,2 | 35,4 | 70,1 | 3,9 | 1,0 | 0,5 | 0,6 | 5,9 |

#### Play-off
| Anno     | Squadra        | PG | PT | MP   | TC%  | 3P%  | TL%  | RP  | AP  | PRP | SP  | PP  |
| -------- | -------------- | -- | -- | ---- | ---- | ---- | ---- | --- | --- | --- | --- | --- |
| 2019     | Denver Nuggets | 14 | 11 | 23,6 | 47,8 | 47,2 | 56,3 | 5,1 | 0,9 | 0,5 | 0,4 | 6,6 |
| 2020     | Denver Nuggets | 19 | 3  | 19,8 | 42,3 | 26,2 | 69,2 | 3,3 | 0,7 | 0,4 | 0,4 | 4,5 |
| 2021     | Phoenix Suns   | 22 | 0  | 12,1 | 42,7 | 40,5 | 61,5 | 2,9 | 0,4 | 0,0 | 0,4 | 4,0 |
| 2022     | Phoenix Suns   | 9  | 0  | 7,6  | 36,4 | 30,0 | 50,0 | 1,7 | 0,6 | 0,4 | 0,2 | 2,2 |
| 2023     | Phoenix Suns   | 11 | 5  | 16,6 | 57,8 | 44,0 | 88,9 | 2,3 | 0,5 | 0,5 | 0,2 | 6,5 |
| 2025     | Boston Celtics | 5  | 0  | 4,2  | 50,0 | 66,7 | -    | 1,0 | 0,6 | 0,2 | 0,0 | 1,2 |
| Carriera | Carriera       | 80 | 19 | 15,6 | 45,7 | 38,6 | 66,0 | 3,0 | 0,6 | 0,3 | 0,3 | 4,5 |

#### Massimi in carriera
- Massimo di punti: 28 vs Brooklyn Nets (29 ottobre 2019)[2]
- Massimo di rimbalzi: 16 vs Miami Heat (8 gennaio 2019)
- Massimo di assist: 6 vs San Antonio Spurs (25 aprile 2019)
- Massimo di palle rubate: 3 (10 volte)
- Massimo di stoppate: 4 (4 volte)
- Massimo di minuti giocati: 39 vs Toronto Raptors (16 dicembre 2018)

### G League
| Anno      | Squadra           | PG | PT | MP   | TC%  | 3P%  | TL%  | RP  | AP  | PRP | SP  | PP   |
| --------- | ----------------- | -- | -- | ---- | ---- | ---- | ---- | --- | --- | --- | --- | ---- |
| 2017-2018 | S. Falls Skyforce | 15 | 12 | 34,9 | 47,7 | 38,6 | 78,7 | 8,1 | 3,4 | 1,1 | 2,0 | 22,9 |
| Carriera  | Carriera          | 15 | 12 | 34,9 | 47,7 | 38,6 | 78,7 | 8,1 | 3,4 | 1,1 | 2,0 | 22,9 |